# Motorola RAZR2 V8
Motorola RAZR2 V8 — GSM-телефон компании Motorola.
Выпущен в мае 2007 года.
RAZR2 V8 отличается полностью переработанным пользовательским интерфейсом (напр., Главное меню теперь можно настроить так, чтобы до любой функции можно было добраться максимум в 3 нажатия). 
В телефоне используется более скоростной процессор ARM11, обеспечивающий в 10 раз большую скорость работы по сравнению с предыдущими моделями.
Сам телефон изготовлен из метал. сплава, клавиатура выполнена из сплава (одним листом). Использован стандартный MicroUSB разъём.
Имеет также внешний цветной дисплей. внутри на клавиатуре лазерная гравировки. Корпус покрыт золотым напылением 24 карат.
| Общие характеристики                        | Общие характеристики |
| ------------------------------------------- | --- |
| Диапазоны частот                            | GSM 850/900/1800/1900 |
| Тип корпуса                                 | раскладушка |
| Конструкция                                 | джойстик |
| Антенна                                     | встроенная |
| Звонки                                      | |
| Тип мелодий                                 | 24-голосная полифония MIDI, MP3-мелодии |
| Число мелодий                               | 32 |
| Виброзвонок                                 | есть |
| Редактор мелодий                            | нет |
| Связь                                       | |
| Интерфейсы                                  | USB, Bluetooth 2.0 |
| Доступ в интернет                           | WAP 2.0, GPRS, POP/SMTP-клиент |
| Модем                                       | есть |
| Синхронизация с компьютером                 | есть |
| Сообщения                                   | |
| Дополнительные функции SMS                  | ввод текста со словарем |
| MMS                                         | есть |
| EMS                                         | есть |
| Другие функции                              | |
| Громкая связь (встроенный динамик)          | есть |
| Управление                                  | голосовой набор, голосовое управление |
| Звуковая индикация времени разговора        | есть |
| Режимы кодирования звука HR, FR, EFR        | есть |
| Экран                                       | |
| Тип экрана                                  | цветной TFT экран, 262000 цветов |
| Размер изображения                          | 240x320 пикс. |
| Дополнительный экран                        | есть, цветной, 262000 цветов, 240x320 пикc. |
| Русификация                                 | есть |
| Индикация                                   | стоимости разговора, времени разговора, время, линия |
| Мультимедийные возможности                  | |
| Встроенная фотокамера                       | 1600x1200 (2 млн пикс.), цифровой Zoom 4x |
| Запись видеороликов                         | есть |
| Аудио                                       | поддержка MP3 |
| Диктофон                                    | есть |
| Игры                                        | есть |
| Java-приложения                             | есть |
| Объём встроенной памяти                     | 64 МБ, доступно пользователю 45 МБ, впаянная на заводе флешка 512 или 2048 МБ(на рынок выпущено 2 версии)                                                                                  |
| Записная книжка и органайзер                | |
| Записная книжка в аппарате                  | 1000 номеров |
| Обмен между SIM-картой и внутренней памятью | есть |
| Органайзер                                  | будильник, калькулятор, планировщик задач |
| Дополнительная информация                   | |
| Комплектация                                | телефон, аккумулятор, зарядное устройство, адаптер (микро-USB) переходник для зарядного устройства, проводная моно-гарнитура с клавишей активизации, микро-USB кабель, диск ПО, инструкция |